# Primera Guerra Civil sudanesa
La Primera Guerra Civil sudanesa fou un conflicte entre el nord i sud del Sudan que va durar del 1955 al 1972.

## Antecedents
La revolució egípcia de 1952 va marcar l'inici de la marxa cap a la independència sudanesa. Després d'haver abolit la monarquia el 1953, els nous líders egipcis, Muhammad Naguib, amb mare sudanesa, i més tard Gamal Abdel Nasser, creien que l'única manera d'acabar amb la dominació britànica al Sudan era que Egipte abandonés oficialment les seves reivindicacions de sobirania. A més, Nasser sabia que seria difícil que Egipte governés un Sudan empobrit després de la seva independència. Els britànics, d'altra banda, van continuar amb el seu suport polític i financer al successor mahdista, Abd al-Rahman al-Mahdi, que es creia que resistiria la pressió egípcia per a la independència sudanesa. Abd al-Rahman era capaç d'això, però el seu règim estava plagat per la ineptitud política, que va obtenir una pèrdua colossal de suport al nord i centre del Sudan. Tant Egipte com Gran Bretanya van sentir que es fomentava una gran inestabilitat i, per tant, van optar per permetre que les dues regions sudaneses, el nord i el sud, tinguessin un vot lliure sobre si desitjaven la independència o la retirada britànica
Fins a 1956, el govern britànic, en cooperació amb el govern egipci (sota un acord de govern de condomini) va administrar el nord i el sud del Sudan com a colònies separades tot i que ambdues formaven el Sudan angloegipci. En aquell moment, les dues àrees es van fusionar en una sola regió administrativa després de la pressió política de l'elit del nord. Gran Bretanya i Egipte l'1 de gener de 1956 reconeixien la independència del Sudan. Aquest dia, a les 8 del matí, el cap del govern va llegir les notes britànica i egípcia al Parlament i el president de la Cambra va prendre jurament als cinc membres designats per exercir la capçalera de l'estat de manera interina. Un hora després es van abaixar les banderes egípcia i britànica i es va hissar la nova bandera del Sudan blava, groga i verda en franges horitzontals.

## La guerra civil
El 18 d'agost de 1955 la Equatoria Corps, una unitat militar sudanesa composta per gent del sud, es va amotinar a Torit. El govern va declarar l'estat d'alarma a les tres províncies del sud (Equatoria, Bahr al-Ghazal i Nil Superior. Els motins es van estendre a Juba, Vambio, Maridi i Yei; el cap del govern Ismail Al-Azhari va comminar als amotinats a rendir-se prometent que no hi hauria represàlies; els amotinats es van negar a entregar-se més que a tropes angleses i egípcies, ja que temien represàlies dels sudanesos del nord. El 24 d'agost el governador general Sir Knox Helm, va donar als amotinats 24 hores per rendir-se i els va prometre un estudi de les seves queixes i assistir amb un representant personal a la rendició per evitar qualsevol abús. Quan l'endemà les tropes governamentals van entrar a les zones en conflicte els amotinats ja havien abandonat els llocs cap a la selva o havien creuat la frontera cap a Uganda o el Congo Belga; en la revolta es van produir alguns centenars de morts per ambdues parts i es van donar actes cruels dels dos bàndols. Una de les conseqüències fou la destitució del comandant Salem com a ministre d'afers sudanesos, acabant la campanya abusiva en favor de la integració de Sudan a Egipte.
Durant anys els fugitius van desenvolupar una lluita de petites guerrilles, primer des-coordinadament i progressivament amb més coordinació. D'aquesta unitat va sorgir el setembre de 1963 l'anomenat Anya-Anya més tard conegut com a Anya-Anya I, fundat pel coronel Joseph Lago que havia desertat de l'exèrcit sudanès el juny. El nom li fou donat per un insecte del país la picadura del qual era verinosa i mortal. El grup va iniciar una ofensiva al Nil Superior, prop de la frontera amb Etiòpia i es va estendre ràpidament a les tres províncies del sud. El govern va enviar tropes al sud i molts pobles, sospitosos de col·laborar amb l'Anya Anya foren cremats; una part de la població es va haver de refugiar als bosco o va travessar la frontera.
L'11 de gener de 1964 l'Anya Anya va atacar la ciutat de Wau capital de Bahr al-Ghazal; els atacants foren rebutjats. El cap dels atacants, Bamado Bernardino, un catòlic que era fill d'un cap tradicional dinka, fou capturat, i executat junt amb quatre altres rebels, el 23 de febrer. El 27 de gener el govern va ordenar l'expulsió de tots els missioners estrangers del sud de Sudan (uns 300).
El 22 d'octubre una protesta a Khartum pels fets del sud fou dissolta violentament per la policia i un estudiant va morir i vuit més foren ferits per trets policials. El 24 d'octubre les manifestacions iniciades pels estudiants van ser secundades pel poble i es van cridar consignes contra el govern i els americans; l'ambaixada americana fou atacada; les manifestacions es van estendre a Omdurman, Port Sudan i Juba i es van tancar la universitat de Khartum i els centres d'estudis a les altres ciutats; el 26 d'octubre es va declarar la vaga general que va parar l'administració, els bancs i els ferrocarrils; el 27 s'hi van afegir els advocats, jutges i mestres; l'oficialitat jove es va mostrar favorable als manifestants i el mateix dia el president Abbud va dissoldre el govern i el consell suprem de les Forces Armades i va formar un govern de transició; es van iniciar converses amb l'oposició i associacions professional agrupats en el Front Nacional Unit, el cap de la qual era Abdel Rahman al-Mahdi cap de la secta Ansar i es va arribar a un acord per formar un govern amb totes les forces i celebrar eleccions al començament de 1965.
El 6 de desembre va córrer el rumor del que el líder polític del sud, Clement Mboro, cap de l'anomenat Front del Sud, havia estat assassinat per un nordista i es van produir enfrontaments entre sudistes i nordistes als carrers de Khartum en els que van morir 14 persones i 400 van ser ferits. L'11 i 12 de desembre el primer ministre Al-Khatim al-Khalifa, va visitar les províncies del sud i a la tornada va anunciar una amnistia general per tots els rebels sudistes des de 1955; però els caps sudistes exiliats van refusar retornar al país.
El 1964 es va formar la Sudan African National Union, SANU, per William Deng Nhial, Joseph Oduho i el pare Saturnino Ohure, procedents del Partit Liberal de Sudan, que fins aleshores havia representat els interessos del sud; SANU demanava un estat sudanès federal; el partit fou reconegut el 1965 i es va implantar sobre el terreny; el març de 1965 es van obrir converses amb els politics del sud i es va oferir una limitada autonomia a les tres províncies, amb una assemblea legislativa que tindria alguns poders que a les altres províncies corresponien a l'estat, però els sudistes van rebutjar qualsevol acord que no inclogués el dret d'autodeterminació expressat en referèndum.
Les eleccions del 21 d'abril de 1965 no es van fer al sud i es van deixar 60 escons vacants per quan es poguessin fer. La lluita en aquest any fou intensa i només en el mes de juliol les forces del govern van informar de la mort de dos mil guerrillers; aquestes morts, de majoria civil, van provocar al llarg de l'any nous èxodes cap als països veïns.
Després de 1965 la SANU va patir una escissió i es va formar a Kampala el Front d'Alliberament d'Azània dirigit per Joseph Oduho. La seva operativitat sobre el terreny fou inferior a l'Anya Anya.
El 1966 el primer ministre sudanès Mahgoub va anar a Kampala per negociar la repatriació dels refugiats del sud i va prometre una nova amnistia.
El març i abril de 1967 es van fer al sud, tot i la continuació dels combats, eleccions als 34 escons de l'assemblea constituent del Sudan. Alguns polítics moderats van cooperar amb el govern i dos sudistes van entrar al govern. L'agost d'aquest any Joseph Oduhu va fundar a Kampala el Govern Provisional del Sud del Sudan (reanomenat el 1969 govern provisional de l'Estat del Nil) com a embrió del futur estat del sud del Sudan que administraria les zones alliberades i com a branca política del Front d'Alliberament d'Azània.
A començament del 1968 l'Anya Anya va iniciar una ofensiva per impedir les eleccions generals que s'havien de celebrar a l'abril. El govern va informar diverses vegades de la derrota dels rebels, però durant tot l'any van continuar les lluites.
Abans i durant el 1969 l'Anya Anya havien tingut contactes per obtenir suports a l'exterior, especialment Israel del que Lago va obtenir l'entrenament de guerrillers i armament; també van comprar armes als rebels congolesos i a marxants internacionals amb diners recaptats entre la gent del sud i entre sudanesos exiliats a l'Orient Mitjà, Europa i Amèrica. L'exèrcit Anya Anya dominava gran part de les zones rurals mentre el govern conservava les ciutats principals; les unitats Anya Anya encara que eren moltes, estaven molt disperses i integrades cadascuna per pocs soldats per ser efectives. El seu nombre s'estimava entre cinc i deu mil. Com a braç polític es va organitzar la Anyanya National Organization.
Després del cop d'estat de Gaafar al-Numeyri (25 de maig) es van aturar les operacions militars però aviat l'exèrcit sudanès va enviar reforços al sud fins a arribar als dotze mil homes; l'agost Sudan va fer un contracte de compra d'armament amb la Unió Soviètica que van començar a arribar entre finals d'any i el 1971.
El 1970 Numeyri va prometre certa autonomia, va fer inversions per 7,2 milions de dòlars i el ministre d'afers del sud, Josep Garang (un comunista executat més tard el juliol de 1971 després del cop d'estat contra Numeyri). El juliol de 1970 es va dissoldre a Kampala el govern provisional de l'Estat del Nil i el Front d'Alliberament d'Azània; la direcció del moviment rebel va restar únicament en mans de l'Anya Anya i Joseph Lagu va formar el South Sudan Liberation Front (SSLF) continuació de la Anyanya National Organization però de més àmplia base. Joseph Lago o Lagu fou a líder de les dues organitzacions, i va rebre el suport de quasi tots els moviments i caps polítics del sud de Sudan.
El setembre i octubre del 1970 el govern va fer una forta ofensiva a Equatoria i Alt Nil o Nil Superior.
El 1971, després del cop d'estat comunista del 19 de juliol i el contracop de forces líbies i egípcies, que va retornar al poder a Numeyri, es va passar al sistema de partit únic (la Unió Socialista Sudanesa). L'octubre es van fer eleccions presidencials que van consolidar a Numeyri i alguns sudistes van entrar al nou govern. El 1971 es va seguir ampliant la base política del moviment sudista i es va formar el South Sudan Liberation Movement (SSLM) que tenia el suport de la majoria de les faccions.
El 26 de febrer de 1972 es va signar a Addis Abeba l'acord que va posar fi a la guerra; el van signar Joseph Lagu i el ministre d'afers exteriors Mansur Khaled. Les províncies del sud tindrien una assemblea regional i un president executiu al front d'un govern autònom que hauria de preparar unes eleccions. Això va posar fi a la guerra.

## Conseqüències
El 1983 va començar la Segona Guerra Civil sudanesa (1983-2005).